# Хурмули (посёлок)
Хурмули́ — посёлок сельского типа в Солнечном районе Хабаровского края. Административный центр Хурмулинского сельского поселения. Население по данным 2011 года — 1946 человек.

## История
До 1946 года носил название Старт. С марта 1946 по январь 1947 года здесь находилось управление Амгуньским ИТЛ. В лагере насчитывалось до 6600 заключенных, строивших железную дорогу Комсомольск — Ургал.

## Население
| 1992 | 2002  | 2010  | 2011  | 2012  | 2021  |
| ---- | ----- | ----- | ----- | ----- | ----- |
| 2800 | ↘2210 | ↘1950 | ↘1946 | ↘1881 | ↘1661 |

## Экономика
На территории поселения расположены предприятия: ФГУ «Комбинат «Снежный», военный склад хранения продовольствия № 204. Одноимённая железнодорожная станция.